# عبد الله السماهيجي
الشيخ عبد الله بن صالح بن جمعة بن علي السماهيجي (1086 هـ - 1135 هـ). رجل دين وفقيه ومُحدّث شيعي بحراني كان من رؤوس المدرسة الأخباريَّة، وكان متشدداً في أخباريَّته ووصفه بكونه «أخبارياً صرفاً كثير التشنيع على المجتهدين». ومُصطلح المجتهد مرادف لمصطلح الأصولي أي من يتّبع المسلك الأصولي الذي يعاكس المسلك الأخباري أو يختلف معه في بعض الحيثيات. والسماهيجي أصله من قرية سماهيج البحرانية الواقعة في جزيرة المحرق وقد ولد فيها، وانتقل فيما بعد إلى قرية أبو صيبع واستقرّ فيها.
هاجر من البحرين بعد الغزو العماني للبحرين متوجهاً إلى أصفهان حيث كانت الدولة الصفوية تحكم إيران وتقلّد منصب شيخ الإسلام فيها، وانتقل في أواخر سنوات حياته إلى بهبهان وتوفي ودُفن فيها.
ومن أساتذته: سليمان الماحوزي، ومحمود المعني، وأحمد بن إبراهيم العصفور. ومن تلامذته: ياسين البلادي، وناصر الجارودي.

## مؤلفاته
| - منية الممارسين في أجوبة الشيخ ياسين. هذا الكتاب يحتوي أجوبة على أسئلة كتبها له تلميذه ياسين البلادي، وذكر فيه أربعين فرقاً بين المسلكين الأصولي والأخباري، ويُعد من أهم المصادر في هذا المجال، وقد تُرجم إلى اللغة الإنجليزية. - جواهر البحرين في أحكام الثقلين. - المسائل المحمّدية في ما لا بد من المسائل الدينية. - مصائب الشهداء ومناقب السعداء. - رياض الجنان. | - التحرير في مسائل الديباج والحرير. - عيون المسائل الخلافية. - الرسالة العلوية. - الرسالة البهبهانية. - البلغة الصافية والتحفة الوافية. - منظومة تحفة الرجال وزبدة المقال. |